# Robert Half International
Robert Half International (kurz: Robert Half, Abkürzung: RHI) ist ein börsennotiertes Personaldienstleistungsunternehmen mit Sitz in Menlo Park (Vereinigte Staaten). Das Unternehmen, dessen Aktien Teil des S&P 500-Index sind, vermittelt und überlässt Mitarbeiter in den Bereichen Finanz- und Rechnungswesen, Informationstechnik (IT), Verwaltung, Recht sowie Marketing. Robert Half ist zudem die Muttergesellschaft von Protiviti, einem Beratungsunternehmen für interne Revision, Risikomanagement und Compliance, Technologie, Geschäftsprozesse, Datenanalyse und Finanzwesen. Robert Half verfügt zusammen mit Protiviti weltweit über mehr als 400 Niederlassungen.

## Geschichte

### 1948 bis 1985
Robert Half und seine Ehefrau Maxine gründeten 1948 das Unternehmen Robert Half Personnel Agency in Manhattan. Es begann als private Arbeitsvermittlung für Buchhalter. Von Kalifornien aus vollzog sich dann der schrittweise Ausbau des Unternehmens im Franchise-System.
Robert Half setzte sich in den 1960er Jahren gegen Rassendiskriminierung in der Personaldienstleistungsbranche ein und sprach sich vor dem US-Kongress in einem Hearing gegen Bewerbergebühren und andere unethische Geschäftspraktiken aus, die damals gängig waren.
1973 wurde Accountemps gegründet, der Bereich für die Vermittlung von Buchhaltern und Finanzexperten in Zeitarbeit. Zugleich wurde in London der erste europäische Standort eröffnet. 1977 fanden sich die Franchise-Unternehmen seines Namens in 55 Städten und in drei Ländern.
150 Unternehmen zählten 1985 allein in den USA zum Franchise-System von Robert Half, Harold M. Messmer übernahm in jenem Jahr die Präsidentschaft von Robert Half Inc.

### Seit 1986
Robert Half und Harold M. Messmer einigten sich 1986 auf den Verkauf des Unternehmens an Messmer. Dieser startete mit dem Erwerb der einzelnen Franchise-Unternehmen und straffte die zentralen Funktionen. 1987 erfolgte der Börsengang der Robert Half International Inc., Messmer übernahm die Aufgaben des CEO sowie des Präsidenten. Im Folgejahr wurde er Chairman of the Board. Inhaltlich konzentrierte sich das Unternehmen weiterhin auf Personalvermittlung und Arbeitnehmerüberlassung in den Bereichen Buchhaltung, Rechnungswesen und Finanzen. 1988 erwarb der Finanzinvestor Gibbons, Green, van Amerongen mehr als ein Viertel der Aktien. Das stärkte die Möglichkeiten zur Gründung weiterer Niederlassungen. 1989 erzielte das Unternehmen einen Umsatz von 234,5 Mio. USD.
1990 wurde die Aktiengesellschaft an der New York Stock Exchange zugelassen. Der Bereich OfficeTeam wurde 1991 etabliert, er konzentriert sich seither auf die Besetzung von Stellen im gehobenen Büro-, Verwaltungs- und Assistenzbereich. 1992 übernahm das Unternehmen The Affiliates, dieser Dienstleister war auf die Vermittlung von Juristen und juristisch geschultem Personal spezialisiert. Ein Jahr später wurde diese Übernahme zum Grundstein für die Etablierung des Bereichs Robert Half Legal. 1994 wurde Robert Half Technology gegründet, ein Bereich, der sich um die Bereitstellung von IT-Experten, Systemanalytikern und Computer-Ingenieuren kümmert. Drei Jahre später erwirtschaftete das Unternehmen erstmals einen Umsatz von mehr als 1 Mrd. USD.  Ebenfalls 1997 errichtete das Unternehmen den Bereich Robert Half Management Resources, dessen Schwerpunkt auf Interim-Management und projektbezogener Überlassung leitender freiberuflicher Mitarbeiter im Finanzbereich liegt. 1999 erfolgte schließlich die Gründung von The Creative Group, die Personal für Marketing und Design vermittelt. Zugleich trat Robert Half in den deutschen Markt ein. 1999 lösten ein weitgehend leergefegter Arbeitsmarkt und die anhaltend hohe Nachfrage nach Fachkräften eine Wachstumskrise aus. Robert Half reduzierte die Anstrengungen zur Neukundengewinnung, stärkte seine Personalvermittler, passte die Suchpraxis an neue Online-Portale an und verbesserte die EDV-Infrastruktur.
Im Jahr 2000 wurden die Aktien des Unternehmens in den S&P 500 aufgenommen, also den Index, der die Aktien von 500 der größten börsennotierten amerikanischen Unternehmen umfasst. Nachdem die Wirtschaftsprüfungsgesellschaft Arthur Andersen vor allem aufgrund von Bilanzskandalen bei Enron und WorldCom aufgeben musste, übernahm Robert Half 2002 die Unternehmensberatung Protiviti. Allein 760 frühere Andersen-Mitarbeiter kamen hier unter. Das Unternehmen bietet Leistungen im Bereich Interne Revision, Risiko-, Unternehmens- und Technologieberatung an.
Von 2003 bis 2007 stiegen die Umsätze kontinuierlich. Dieses Wachstum wurde von den Folgen der Weltfinanzkrise unterbrochen. Seit 2009 stiegen sie erneut durchgehend bis 2019 und erreichten den Rekordwert von 6,1 Mrd. USD. Zu diesem Ergebnis trugen auch die Erlöse von Protiviti bei, die in diesem Jahr erstmals 1 Mrd. USD übertrafen.

## Gegenwart

### Leistungen
Das Unternehmen ist in folgenden Bereichen spezialisiert:
- Finanz- und Rechnungswesen: Zeitarbeitskräfte oder Vollzeitkräfte im Bereich Buchhaltung und Finanzen
- Interim-Management: Vermittlung von freiberuflichen Fachkräften – oft mit Führungserfahrung – auf Projekt- oder Beratungsbasis für das Rechnungswesen, den Finanzbereich und das Geschäftssystem-Management
- Kaufmännischer Bereich: Zeitweilig benötigtes Personal für Verwaltungs- und Büroaufgaben sowie im Kundenservice
- IT-Bereich: Experten in Zeitarbeit, Direktvermittlung oder Projektbasis
- Recht: Juristen auf Projekt-, Zeit- und Vollzeitbasis
- Marketing und Kreativbereich: Personal – als Freiberufler, auf Vertragsbasis oder in Vollzeit – für die Bereiche Kreativität, Digitales, Marketing, Werbung und Öffentlichkeitsarbeit
- Führungskräfte-Suche: Direktansprache von Führungskräften
- Managed Solutions: Zusammenwirken der Personaldienstleistung von Robert Half mit Beratung und Projektmanagement durch Protiviti

Robert Half ist zudem Muttergesellschaft von Protiviti. Dieses Tochterunternehmen agiert in mehr als 20 Ländern in der strategischen Beratung insbesondere der Bereiche Finanzen, Technologie, Führung, Risiken und interne Audits/Revision.

### Internationale Struktur
Zur Unternehmensgruppe zählten Ende 2019 insgesamt 46 Unternehmen in 23 Ländern. Die Zentrale des Unternehmens ist in  Menlo Park (Kalifornien) angesiedelt. In insgesamt 43 US-Bundesstaaten finden sich Niederlassungen. Standorte außerhalb der Vereinigten Staaten finden sich in 16 Ländern (Stand: Januar 2021).

### Führung und Mitarbeiter
M. Keith Waddell ist CEO. Die Funktion des Chairman of the Board übernimmt Harold M. Messmer. 16.000 Mitarbeiter waren Ende 2019 bei Unternehmen von Robert Half International – inklusive Protiviti – beschäftigt.

### Auszeichnungen
Das Unternehmen ist jeweils mehrfach von Forbes, Fortune und Barron's ausgezeichnet worden. Es ging dabei beispielsweise um Fragen der Diversität, Beschäftigung von Frauen oder Leistungen bei der Personalsuche und -vermittlung. Das Unternehmen ist 2019 überdies in den Bloomberg Gender-Equality Index aufgenommen worden.

### Situation im DACH-Raum
In Deutschland ist Robert Half International seit 1999 vertreten und hat Büros in Berlin, Bonn, Düsseldorf, Essen, Frankfurt am Main, Hamburg, Köln, Mannheim, Stuttgart und München. In der Schweiz betreibt das Unternehmen Niederlassungen in Genf und Zürich. In Österreich war das Unternehmen von 2009 bis Ende 2020 vertreten. In deutschsprachigen Medien repräsentiert Sven Hennige als Senior Managing Director Central Europe & France in der Regel das Unternehmen.

### Bücher und Studien
Sowohl Max Messmer als auch Gründer Robert Half haben eine Reihe von Büchern veröffentlicht. Das Unternehmen erstellt regelmäßig Studien zur Arbeitswelt und zu Themen der Personalgewinnung. Wichtig ist beziehungsweise hier beispielsweise der Workplace Survey, eine länderübergreifende Erhebung. Außerdem veröffentlicht das Unternehmen jährlich eine länder- und branchenübergreifende Gehaltsübersicht. Aus diesen und anderen Studien greifen Medien immer wieder entsprechende Themen auf, beispielsweise zu  Bewerbungsgesprächen, Gehältern im Finanz- und Rechnungswesen, Employer Branding Zufriedenheit im Beruf oder Homeoffice.

## Anhang